# 胸声
胸声（きょうせい）は、西洋音楽の用語で、特に声楽の用語としてよく知られている。声区（レジスター）または声種の一つであり、地声と似た意味で用いられることが多い。
「声種的に胸声」という場合と「声区的に胸声（区）」という場合では意味が多少異なる。
男声と女声で違いが出ることもある。

## 声種的な意味で用いる場合
発声者の体感として、また聞いている人の聴感的にも「胴（トルソ：胸及び肩、背中など）に響く」様に感じられることである。音色的には芯があり倍音が豊富で、太いといわれることが多い。また胸声の最大の特徴は喉頭原音に声門閉鎖期があることで、閉鎖の力が強いほど閉鎖期が長くなり、閉鎖期が長ければその分振動周期が長くなる（音高は下がる）。また閉鎖期が長いほど倍音が多くなり音色は豊かになる。したがって低い音域のほうが充実した声となる。閉鎖が強いために起声時に音圧が爆発的に立ち上がりこれが特有のアタック感、歯切れ、ダイナミズムを生む。一方でレガートした連続的なフレージングには不向きである。これは左右の声帯の接触が大きいため振動が持続しにくいことに加え、閉鎖を成す甲状被裂筋が速筋繊維主体であることも影響している。（輪状甲状筋や喉頭懸垂筋の多くは遅筋主体といわれる）
発声機構としては内甲状被裂筋（声帯内とその周辺の筋群）が働き声帯がたるみ厚く寄り合うことで強い閉鎖が成される。
純粋な、典型的な胸声のときは声帯伸展はあまり起こらず喉頭懸垂筋群は胸骨、舌骨周辺ばかりが働くややアンバランスなものである。このため高音域にはあまり適さず、喉が上がり、詰まった声となりやすい。これらも胸声の音色を特徴付けている。
特に低い音域では声帯を厚くするために被裂軟骨が前方へ動き声帯が短くなるといわれる (shortening)。
女声の場合、胸声といっても換声点の上の声の一部を指すことがある。

## 声区として用いる場合
特に「胸声区」という場合、換声点の下の声区全体を指し、ファルセット又は裏声でない声、と言う意味で日本語の実声、地声に近い意味で用いられる場合と、この実声をさらに2または3の声区に分けて、その最も低い部分を指して用いられる場合があり、混同しないように注意が必要である。後者の場合は、声種としての胸声と近い関係を持つ。